# Exorciste S.A.
Exorciste S.A., aussi connu sous le nom Yūgen Kaisha (幽幻怪社) au Japon ou encore Phantom Quest Corp. à l'étranger, est une série d'OAV créée par Mami Watanabe, produite par Madhouse et diffusée au Japon entre 1994 et 1995. Elle met en scène une jeune exorciste japonaise dans un univers mêlant paranormal, horreur et comédie. Phantom Quest Corp. a été comparé au manga et à l'anime Ghost Sweeper Mikami sorti à la même époque et qui met également en scène une jeune héroïne luttant contre les forces occultes.

## Synopsis
Ayaka Kisaragi est une jeune femme issue d'une longue lignée d'exorcistes japonais qui a lancé sa propre entreprise à Tokyo, la société « Exorciste S.A. » (幽幻怪社, Yūgen Kaisha). Ses armes contre les fantômes et les démons sont un étui à rouge à lèvres qui se transforme en une épée laser et des boucles d'oreilles qui explosent en énergie spirituelle.

## Personnages principaux
- Yūgen Kaisha (幽幻怪社?) : la société Exorciste S.A.
  - Ayaka Kisaragi (如月妖華, Kisaragi Ayaka?)

Voix japonaise : Rica Matsumoto
L'héroïne de la série et la présidente de Yūgen Kaisha
- - Mamoru Shimesu (示まもる, Shimesu Mamoru?)

Voix japonaise : Kazue Ikura
Le comptable.
- - Nanami Rokugō (六郷　奈々美, Rokugō Nanami?)

Voix japonaise : Kotono Mitsuishi
Une associée pyromane.
- - Rokkon (六昆?)

Voix japonaise : Yūsaku Yara
Une associé clérique.
- Kōzō Karino (狩野功蔵, Karinō Kōzō?)

Voix japonaise : Kōichi Yamadera
Un inspecteur de police, inspiré de Columbo.
- Principaux antagonistes :
  - Épisode 1 : le comte Dracula
  - Épisode 2 : un docteur possédé
  - Épisode 3 : un explorateur décédé
  - Épisode 4 : un exorciste bouddhiste possédé

## Épisodes
- 1 - "Le baiser de feu a encore frappé (もう一度 炎のくちづけを, Mōichido honō no kuchitsuke o?)", sortie le 25 août 1994
- 2 - "La Fin du monde (地の果てまで君と, Chinohate made kimi to?)", sortie le 25 octobre 1994
- 3 - "Aime moi tendrement (誰よりも誰よりも君を愛す, Dare yori mo kimi wo aisu?)", sortie le 21 décembre 1994
- 4 - "Reviens-moi (君よ帰れ わが胸に, Kimi yo kaere waga Mune ni?)", sortie le 25 février 1995

## Bande sonore
- That's Yūgen Kaisha (THAT'S 幽幻怪社?) par Rica Matsumoto
- Mahiru no tokai (真昼の都会?) par Rika Matsumoto

## Adaptations
Outre la série OAV, il existe également deux albums de bandes sonores, une nouvelle et un manga anglais.